# 火爆玫瑰
《火爆玫瑰》（又译作）是一款由科樂美數位娛樂推出的女子摔角遊戲。遊戲在PlayStation 2平台上推出，由壽志郎擔任人物設計。遊戲提供11位身材火爆的美女供玩家選擇，每位角色都有好人角色和壞人角色兩種，一共22名角色，但同個角色的好壞版本不能互鬥。在摔跤比賽過程中，玩家可以用許多招式去蹂躪對手。該遊戲被列為限制級。在2006年，該遊戲的強化版《火爆玫瑰XX》在Xbox 360平台推出。

## 角色
日之本零子（Reiko Hinomoto，CV：日高範子）
迪克西·克萊梅兹（Dixie Clemets，CV：甲斐田裕子）
邪惡玫瑰（Evil Rose，CV：齋賀光希）
本名：日之本富士子（Fujiko Hinomoto）
艾莎（Aisha，CV：木内玲子）
紅影（Benikage，CV：佐佐木亞紀）
阿娜斯塔西亞（Anesthesia，CV：折笠愛）
艾格爾（Aigle，CV：猪口有佳）
藍原誠（Makoto Aihara，CV：堀江由衣）
嘉蒂·凱恩（Candy Cane，CV：生天目仁美）
本名：蕾貝卡·威爾士（Rebecca Welsh）
斯本瑟老師（Ms.Spencer，CV：雪野五月）

## 外部連結
- 《火爆玫瑰》官方網站 （页面存档备份，存于）